# 엔지니어링 샘플

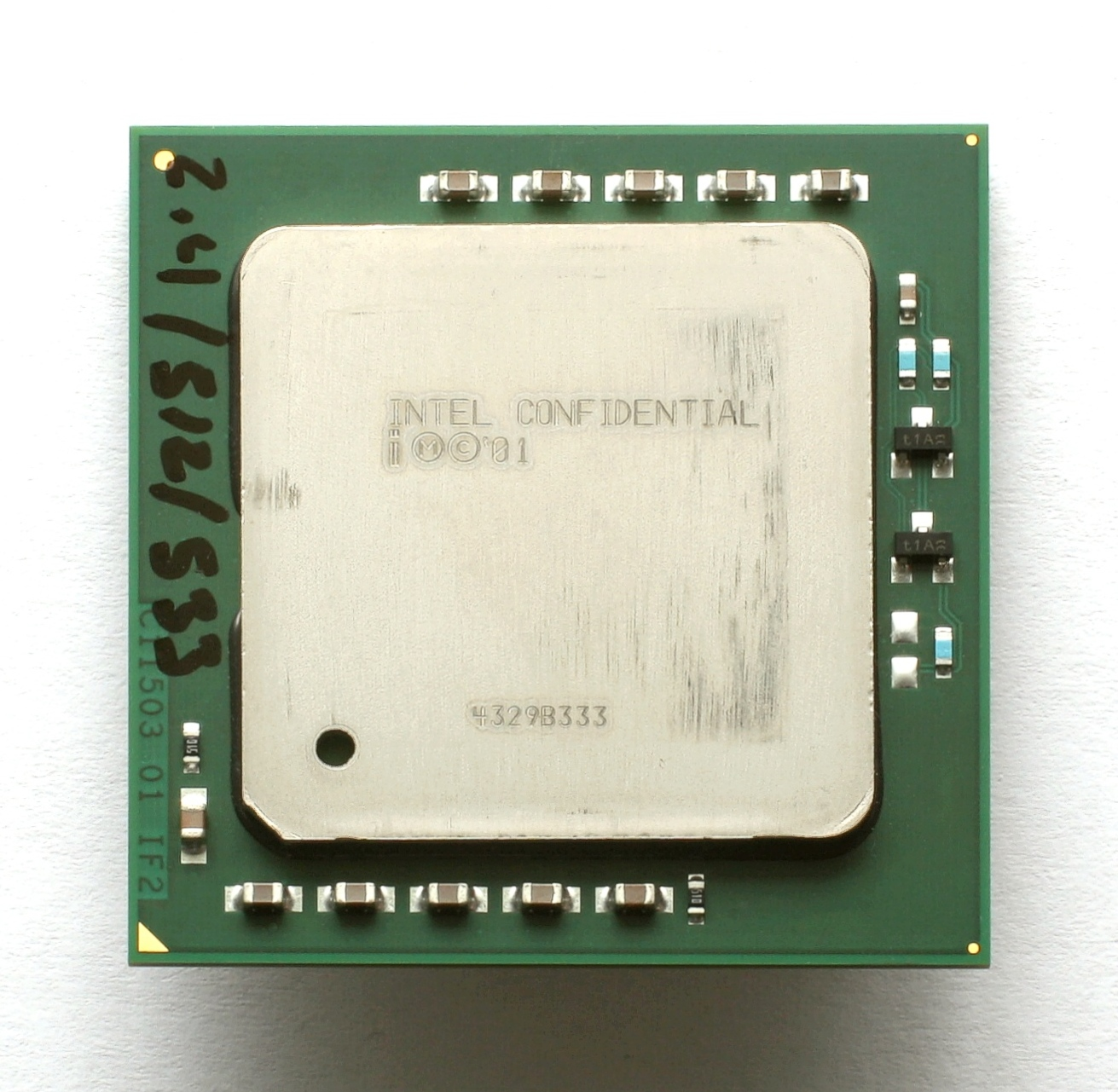
인텔 제온 "프레스토니아" 엔지니어링 샘플

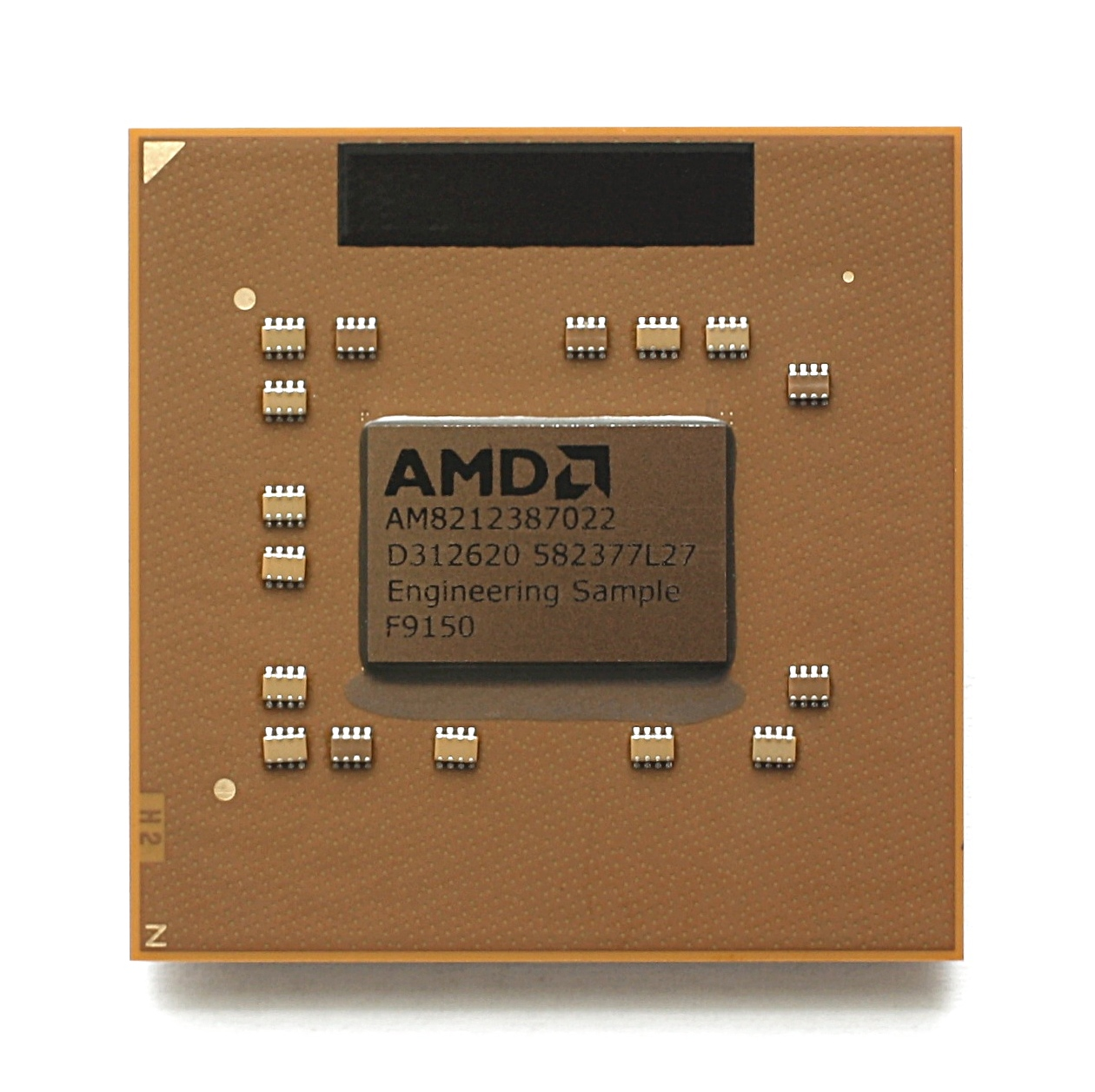
AMD 모바일 애슬론 XP 엔지니어링 샘플

엔지니어링 샘플(engineering sample)은 집적 회로의 베타 버전으로, 출시 전에 제품을 테스트할 수 있도록 ODM, OEM 및 ISV에게 대여된다. 엔지니어링 샘플은 일반적으로 기밀유지 협약 또는 다른 유형의 기밀 유지 계약에 따라 배포된다.
제품 개발 중에는 여러 종류의 사전 생산 샘플이 만들어지는데, 프로세서의 물리적 적합성을 테스트하는 기계 샘플, 냉각 및 전력 소모를 테스트하는 전기/열 샘플, 설계의 초기 테스트를 위한 엔지니어링 샘플, 설계가 출시 준비가 되었는지 테스트하기 위해 만들어진 검증 샘플 등이 있다. 일부 클럭 배율이 잠금 해제된 엔지니어링 샘플은 오버클럭커들에게 가치가 있다. 인텔은 엔지니어링 샘플과 검증 샘플 간의 구분을 공식적으로 인정하지 않는다.
펜티엄 4 프로세서와 같은 일부 엔지니어링 샘플은 희귀하고 기본 클럭 배율이 잠금 해제되어 있다는 이유로 선호되었다. 최근에는 코어 2 엔지니어링 샘플이 더 흔해지고 인기를 얻었다. 아시아 판매자들은 코어 2 프로세서를 상당한 이익을 남기고 판매했다.
엔지니어링 샘플 CPU는 이베이와 같은 중고 시장에 간혹 나타나지만, 일반적으로 재판매가 승인되지 않으며 예측 불가능한 성능 문제, 호환성 문제, 보증 지원 옵션 부족을 겪을 수 있다. 이는 칩의 소매 버전과 비교했을 때 미완성된 특성 때문이다.

## 같이 보기
- 위키미디어 공용에 엔지니어링 샘플 관련 미디어 분류가 있습니다.
- 집적 회로
- 베타 버전